# 레쩐군
레쩐군(베트남어: Quận Lê Chân / 郡黎眞)은 베트남 하이퐁시에 있는 행정 구역이다. 2018년을 기준으로 면적은 12km2, 인구는 240,123명이다. 레쩐(黎眞)은 쯩 자매의 반란에 가담한 여장군이다. 후한의 광무제의 진압에 반발하여, 반란을 일으킨 사건으로 레쩐은 하이퐁시로 발전한 땅을 개척한 사람으로 간주된다.

## 행정구역
레쩐군은 15개의 방(坊)을 관할하고 있다.
- 안즈엉 (An Dương / 安陽)
- 안비엔 (An Biên / 安邊)
- 깟자이 (Cát Dài / 葛曳)
- 동하이 (Đông Hải / 東海)
- 즈항 (Dư Hàng / 餘杭)
- 즈항껭 (Dư Hàng Kênh / 餘杭涇)
- 항껭 (Hàng Kênh / 杭涇)
- 호남 (Hồ Nam / 湖南)
- 껭즈엉 (Kênh Dương / 涇陽)
- 람선 (Lam Sơn / 藍山)
- 니엠응이어 (Niệm Nghĩa / 念義)
- 응이어싸 (Nghĩa Xá / 義舍)
- 짜이까우 (Trại Cau / 寨槔)
- 쩐응우옌한 (Trần Nguyên Hãn / 陳元扞)
- 빙니엠 (Vĩnh Niệm / 永念)